# Nygčekveem
Il Nygčekveem (in russo Ныгчеквеем?) è un fiume dell'Estremo Oriente russo. Scorre nel rajon Anadyrskij del Circondario autonomo della Čukotka. 

## Descrizione
La sorgente del fiume è il lago Pereval'noe, situato sui contrafforti dei monti Neprochodimyj (una catena che fa parte dei monti dei Coriacchi). Il fiume scorre dapprima fra le montagne, poi attraverso una pianura leggermente collinare fino ad entrare nel bassopiano dell'Anadyr' dove, alla confluenza con il Majnel'vėgyrgyn, forma il fiume Tumanskaja. 
La valle del fiume nel corso superiore è ampia, fino a 10 km, il letto è largo 6-10 m, le sponde sono caratterizzate da alte cenge ripide, talvolta rocciose. Nel tratto centrale la larghezza del canale raggiunge i 100 m ed è suddiviso in numerosi canali che formano piccole isole; qui la velocità del flusso è di 0,8 m/s. Lungo quasi tutto il bacino fluviale sono presenti numerosi laghi di varie dimensioni; la zona circostante è spesso paludosa. Il fiume ha una lunghezza di 207 km. Gela da fine settembre sino all'inizio di giugno e si libera dal ghiaccio a metà giugno. Suo affluente di destra è il Gytgyveem che scorre dal lago Majnic.

## Flora e fauna
Nella bassa pianura alluvionale crescono foreste di salici e ontani alti fino a 3 m, occasionalmente si trova la Chosenia arbutifolia. Nell'alta pianura alluvionale spariscono gli ontani e al loro posto compaiono lande desolate di licheni.
Nel medio corso del Nygčekveem si trova un sito di deposizione di uova del salmone keta e del salmone rosa.